# Huub Narinx
Huub Narinx (Vijlen, 9 januari 1958) is een voormalig Nederlands sportbestuurder. Narinx was algemeen directeur van Roda JC, De vrouwensectie van Roda JC en Jong Roda JC. Momenteel geeft hij lezingen en is hij schrijver van managementboeken.

## Biografie
Voor zijn tijd bij Roda JC was de Vijlenaar actief bij het ABP Pensioenfonds in Heerlen. Een aantal jaar later vertrok hij naar BLG Hypotheken. Hier was hij succesvol en werd hij aangetrokken door SNS Bank, waar hij actief was als Directeur Marketing en Directeur Cultuurverandering. Hier werd hij opgemerkt door de Kerkraadse voetbalclub Roda JC en uiteindelijk aangetrokken als vervanger van de vertrokken Frank Rutten.
In zijn tijd bij de Limburgse club was hij aanvankelijk succesvol, maar na het vertrek van technisch directeur Nol Hendriks en commercieel directeur Marcel Michiels had Narinx drie taken. Dit bleek minder succesvol en Narinx ging op zoek naar plaatsvervangers voor Hendriks en Michiels. Deze werden gevonden in de persoon van Martin van Geel, die vanaf 1 augustus 2008 officieel de taak van technisch directeur op zich nam, en Marc Jetten, die op 1 mei 2008 als commercieel directeur aangesteld werd.
Nadat Narinx weigerde om een fusie-intentie met Fortuna Sittard te tekenen werd hij op 31 maart 2009 door de Raad van Commissarissen van de club uit zijn functie gezet. In september van dat jaar werd zijn contract ontbonden. Hij werd opgevolgd door Martin van Geel.
Begin 2010 trad Narinx in dienst van Holland Casino als regiomanager. Sinds 2012 richt hij zich op het geven van managementcursussen rond zijn thema V.I.A.G.R.A. management. In 2014 schreef hij een boek over dit onderwerp.

## Rechtszaak
Op 22 maart 2006, vlak voor de bekerwedstrijd tegen Ajax, werden 188 fans van Roda JC aangehouden wegens provocerend gedrag tegen de politie. Alle Roda JC-fans werden gearresteerd en afgevoerd naar het lokale politiebureau gebracht. Van deze fans kregen er 130 een landelijk stadionverbod. Deze gebeurtenis wekte de woede bij veel supporters van de club uit Zuid-Limburg en er volgden hevige protesten. Narinx reageerde zelf op een van de supporterssites van Roda JC. Roda JC werd gesteund door verschillende clubs, en kreeg zelfs financiële steun van een van de fanclubs van PSV. Tijdens de rechtszaak werd bewezen dat de meeste fans onschuldig waren, en 108 stadionverboden werden kwijtgescholden.
- International Standard Name Identifier: 0000 0004 3637 299X
- Nederlandse Thesaurus van Auteursnamen: 370818407
- Virtual International Authority File: 309884784
- WorldCat: E39PBJgcYbDYKPcC6jCDXQp3wC